# Galictis vittata

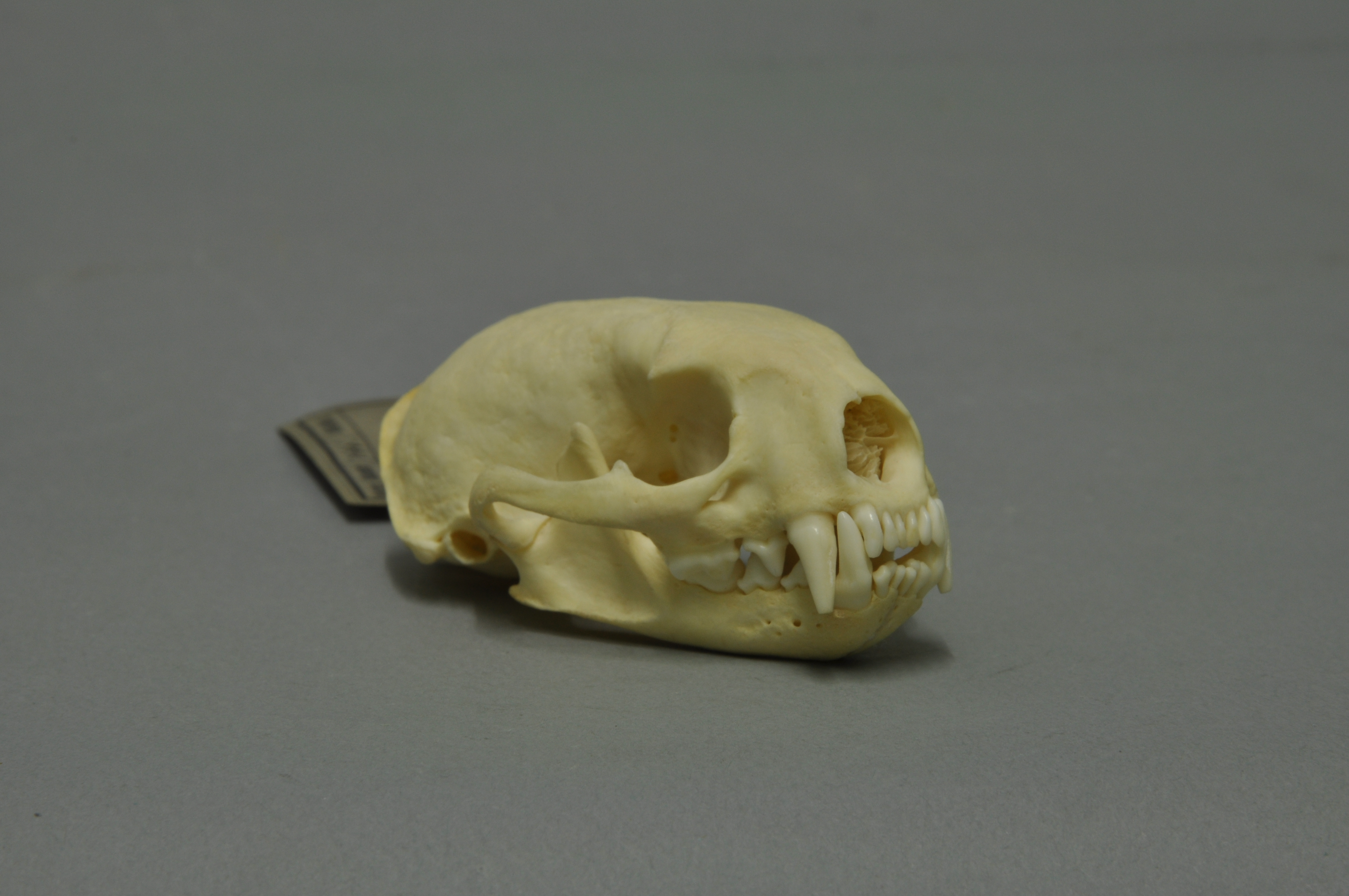
Il cranio.

Il grigione maggiore (Galictis vittata von Schreber, 1776) è un carnivoro della famiglia dei Mustelidi. È diffuso in gran parte dell'America centrale e meridionale.

## Descrizione
Il grigione maggiore è notevolmente più grande e più pesante di una faina e leggermente più grande del grigione minore (G. cuja), con il quale è strettamente imparentato. Raggiunge una lunghezza totale di circa 60 - 76 cm, di cui da 13,5 a 19,5 spettanti alla coda. Pesa circa 1,5 - 3,8 kg..
Ha corpo snello. Le zampe sono corte e presentano cinque dita ciascuna. Le dita risultano palmate per circa tre quarti della lunghezza e terminano con robusti artigli di colore blu perlato corti, ricurvi e appuntiti. Il dorso è grigio, mentre la parte inferiore del muso sotto la fronte, la parte inferiore del collo e l'addome sono di colore nero. Una linea chiara corre tra queste due zone di colore sulla testa e sul collo fino alle spalle.
Le orecchie arrotondate risultano larghe, corte e piatte. Le vibrisse sono di colore nero. Il profilo dorsale del cranio è relativamente piatto, i processi postorbitali sono corti e appuntiti, mentre gli archi zigomatici sono fortemente sviluppati.
Il palato è largo rispetto alla lunghezza del cranio e si estende posteriormente fino a raggiungere circa la parte più larga dell'arcata zigomatica. I denti sono larghi e forti.
Come gli altri Mustelidi, il grigione maggiore produce secrezioni odorose dalle sue ghiandole anali. L'odore di queste escrezioni viene descritto come non sgradevole come quello di altri Mustelidi. La secrezione verde-giallastra viene rilasciata solo quando l'animale è estremamente eccitato. Se un grigione maggiore si sente minacciato, emette un richiamo di avvertimento, salta di lato, solleva i peli della coda e schizza la secrezione.

## Distribuzione e habitat
Il grigione maggiore è diffuso principalmente nelle pianure dal Messico orientale, attraverso gran parte dell'America centrale e meridionale, fino alla Bolivia, all'Argentina e allo stato di Santa Catarina in Brasile con un areale stimato di circa 13.083.600 km².
Si può trovare nelle foreste pluviali primarie e secondarie a bassa quota, foreste premontane, foreste di altopiani montani, foreste tropicali asciutte, foreste decidue, Cerrado, boschi dello Yungas, boschi arbustivi, Chaco, Palm Savannah, campi aperti, piantagioni e campi di riso semisommersi adiacenti ai ranch.
Si trovano spesso vicino a fiumi, torrenti e paludi, dal livello del mare a 1.500 m s.l.m., ma comunemente al di sotto dei 500 m s.l.m. Sulle pendici orientali delle Ande arrivano fino ai 2.000 m s.l.m.

## Biologia

### Comportamento
Il grigione maggiore è prevalentemente diurno, ma in alcune regioni può andare in cerca di cibo anche di notte. Di solito riposa nelle ore più calde della giornata. I rifugi vengono creati tra le fessure della roccia, nelle cavità degli alberi e tra le radici degli alberi. Vengono anche utilizzate le tane abbandonate dagli armadilli.
Questo mustelide è per lo più terricolo ed è stato visto raramente su alberi o cespugli. I grigioni maggiori sono ottimi nuotatori e a volte possono rimanere sott'acqua per poco più di mezzo minuto.

### Alimentazione
Il grigione maggiore si nutre di piccoli mammiferi, uccelli e loro uova, lucertole, anfibi e frutta, tra le altre cose. Caccia individualmente, in coppia o in piccoli gruppi. La preda viene in seguito trasportata solitamente in appositi luoghi deputati all'alimentazione. Nel Brasile nord-orientale la specie è il principale predatore del Kerodon rupestris.

### Riproduzione
Dopo una gestazione di circa 40 giorni nascono da uno a quattro piccoli. Le nascite sono state documentate in diversi periodi dell'anno, ad eccezione dell'inverno. Sembra che molti aspetti della riproduzione siano stati finora poco studiati. Un esemplare giovane appena nato (adottato da un gatto domestico) aveva gli occhi chiusi, ma era già ricoperto da una corta pelliccia che presentava i disegni tipici degli animali adulti. Aprì gli occhi dopo due settimane e mangiò carne dopo tre settimane. All'età di quattro mesi era già completamente cresciuto.

## Tassonomia
Ne vengono riconosciute 4 sottospecie:
- G. v. andina (Thomas, 1903)
- G. v. brasiliensis (Thunberg, 1820)
- G. v. canaster (Nelson, 1901)
- G. v. vittata (Schreber, 1776)

## Rapporti con l'uomo
Nel suo areale, il grigione maggiore viene spesso tenuto come animale domestico per combattere i roditori.

## Conservazione
Le informazioni sulla densità di popolazione della specie non sono uniformi. Una stima indicava da 1 a 2,4 esemplari per chilometro quadrato, ma secondo altri rapporti, tuttavia, la specie sembra essere rara nell'intero areale e una femmina dotata di trasmettitore aveva un'area di azione di almeno 4,15 km2. La IUCN non considera la popolazione minacciata ed elenca la specie come «a rischio minimo» (Least Concern), anche se un certo numero di esemplari viene cacciato e catturato.